# Igoville
Igoville är en kommun i departementet Eure i regionen Normandie i norra Frankrike. Kommunen ligger i kantonen Pont-de-l'Arche som tillhör arrondissementet Les Andelys. År 2022 hade Igoville 1 701 invånare.

## Befolkningsutveckling
Antalet invånare i kommunen Igoville
Referens:INSEE